# Sabine Dünser
Sabine Michaela Dünser (* 27. Juni 1977 in Schaan; † 8. Juli 2006) war eine liechtensteinische Sängerin, Liedtexterin und Musikerin, zuletzt im Symphonic-Metal-Stil.

## Biographie

### Kindheit und Beruf
Dünser wuchs zusammen mit ihren Eltern und ihrer jüngeren Schwester Petra in Schaan in Liechtenstein auf. Schon früh wurde ihr musikalisches Talent entdeckt, woraufhin sie mit einer Musikgrundausbildung begann. Vier Jahre darauf lernte sie an der Liechtensteinischen Musikschule, Blockflöte zu spielen. Einige ihrer Lehrer waren der Meinung, dass ihr großes musikalisches Talent gefördert werden sollte.
Während der Grundschule begann sie mit der Ausbildung am Klavier, die sie bis zum Schulabschluss fortsetzte. Außerdem sang sie in verschiedenen Chören und begann eine Gesangsausbildung. Bereits mit 19 Jahren sang sie klassische Musikstücke als Sopran. Danach besuchte sie mehrere Jahre den Unterricht „Jazz, Rock, Pop-Gesang“ an der Liechtensteinischen Musikschule bei Johannes Uthoff. Nach ihrer Ausbildung arbeitete sie als Logopädin an einer Schule in Triesen.
Sie trat in die Liechtenstein Musical Company ein und zeigte immer mehr Interesse daran, in einer Band zu singen.

### Karriere
Dünser konnte 1999 ihre Pläne, als Bandsängerin zu wirken, realisieren. Zusammen mit Pete Streit, Tom Saxer, Franky Koller und Jürgen „Big J“ Broger („Erben der Schöpfung“, „WeltenBrand“) gründete sie im September 2000 die neue Band „Erben der Schöpfung“. Sie benannten sich 2003 nach ihrem Album in „Elis“ um. Es bedeutete Dünser immer viel, vor einem großen Publikum zu singen bzw. sich mit Worten und Melodien auszudrücken, Kompositionen aufzunehmen und diese aufzuführen. So machte sie nicht nur Musik, sondern lebte sie auch. Zu ihren Fans war sie stets freundlich, gab Autogramme, ließ sich fotografieren und war immer offen und ehrlich. An der Integrität ihrer Person gab es keinen Zweifel. Elis’ Album Griefshire, in das sie sehr viel Arbeit steckte, nannte sie liebevoll ihr „Baby“.

### Tod

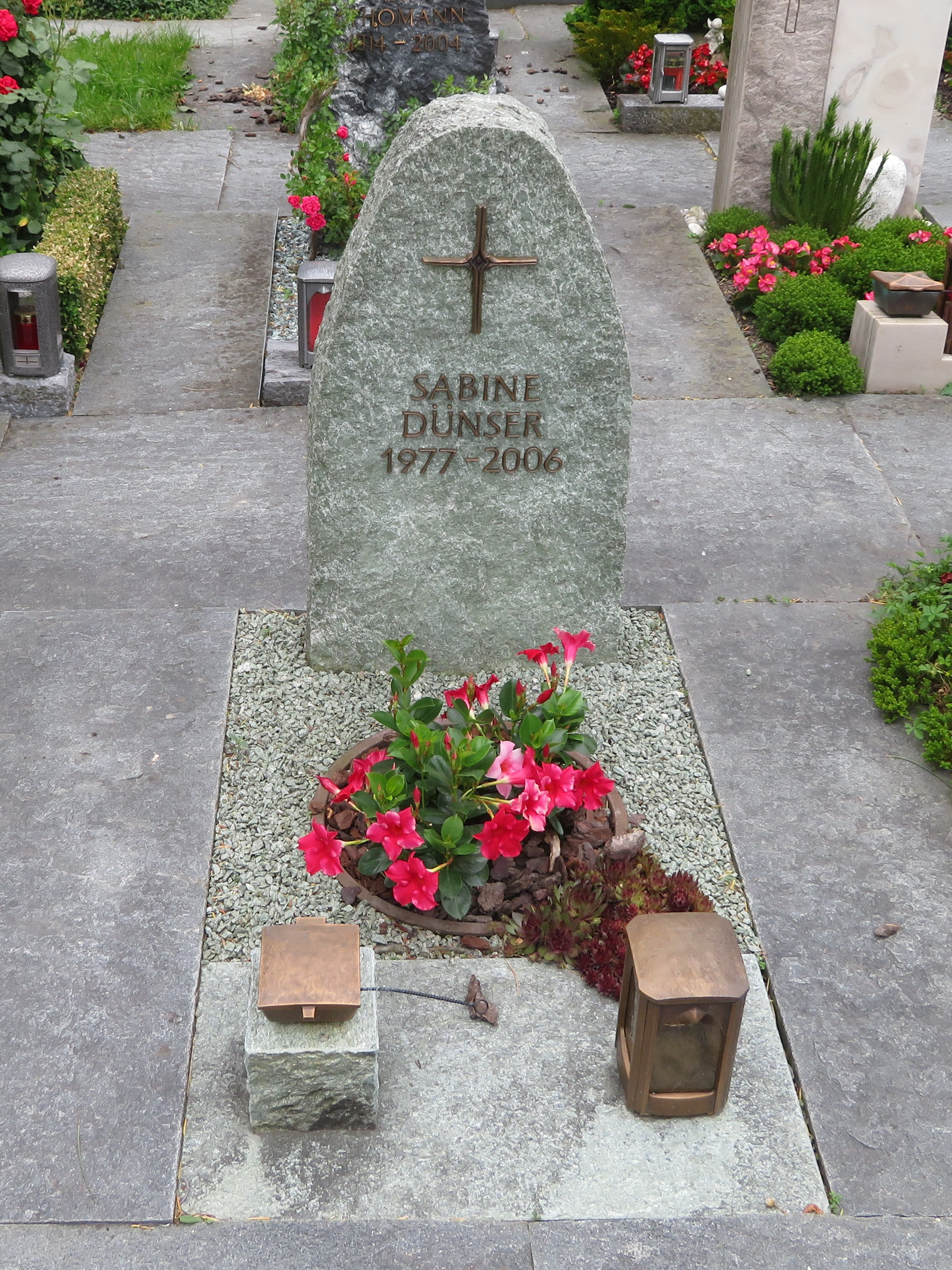
Grab von Sabine Dünser auf dem Friedhof St. Laurentius, Schaan

Zwei Wochen vor ihrem Tod traten Elis in Geiselwind auf dem Battle of Metal-Festival auf. Am 7. Juli brach Dünser während der Proben plötzlich zusammen. Sie war zwar nicht bewusstlos, fühlte sich jedoch krank und litt unter Kopfschmerzen. Als sich ihr Zustand verschlimmerte, wurde sie von den Bandmitgliedern ins Krankenhaus verbracht. Sie musste per Helikopter in ein anderes Krankenhaus verlegt werden, doch schon kurz darauf wurde sie für hirntot erklärt.
Am 9. Juli 2006 informierte die Band ihre Fans auf ihrer Homepage über Dünsers Tod am Vortag aufgrund einer Hirnblutung. Sie wurde nur 29 Jahre alt. Die Beerdigung fand auf dem Friedhof der Pfarrkirche St. Laurentius in Schaan statt.
Nach ihrem Tod wurde Dünsers „Baby“ Griefshire zu ihrem Gedächtnis veröffentlicht.

## Diskographie

### Mit Erben der Schöpfung
- Twilight (2001)
- Elis (2001)

### Mit Elis
- God’s Silence, Devil’s Temptation (2003)
- Dark Clouds in a Perfect Sky (2004)
- Griefshire (2006)